# Ligue démocratique éthiopienne
La Ligue démocratique éthiopienne (Amharique: የኢትዮጵያ ዴሞክራሲያዊ ሊግ, YeItyopya Démokrasiawi Lig) est un parti politique éthiopien. Lors des élections législatives du 15 mai 2005, elle faisait partie de la Coalition pour l'unité et la démocratie qui a remporté 109 des 527 sièges à la Chambre des représentants des peuples.